# Prisencolinensinainciusol

Адриано Челентано танцует во время исполнения песни «Prisencolinensinainciusol» (кадр из клипа 1972 года)

«Prisencolinensinainciusol» (произносится как МФА: Призенколиненсинайнчузоло файле) — известная песня итальянского певца и актёра Адриано Челентано, сочинённая и исполненная им самим, а также его женой, Клаудией Мори.

## История
Впервые песня была исполнена как сингл 3 ноября 1972 года, а затем издана в альбоме Nostalrock (1973).
Текст песни представляет собой чистую глоссолалию — вымышленные слова, которые ничего не обозначают. По звучанию текст напоминает смесь английского языка с итальянским. Композиция исполняется речитативом, что можно расценить как один из первых рэп-экспериментов. Песня долго оставалась в верхних строчках европейских хит-парадов и попала в американские поп-чарты.
Во время концерта в Советском Союзе в 1987 году Адриано Челентано признался, что данной композицией он хотел сказать об отсутствии коммуникабельности многих людей, неспособных понять друг друга.
Песня до сих пор пользуется большой популярностью в Италии — на телеканале Rai Uno очень часто транслируется видеозапись выступления Адриано и танцовщицы Рафаэллы Карры, где они поют, совершая танцевальные движения синхронно с музыкой.
На песню было сделано не меньше десяти ремиксов (два из них были выпущены в альбоме Челентано 1995 года Alla corte del remix).
В настоящее время композиция достаточно известна как интернет-мем — спустя сорок лет после появления она обрела популярность в Соединённых Штатах Америки благодаря блогеру Кори Доктороу, который был в восторге от песни и назвал Челентано «легендой и пионером музыкальной инновации».
В 2014 году песня была использована в анонсе компьютерной игры Forza Horizon 2.
В 2016 году в альбом Le migliori был включён ремейк на данную песню, созданный популярным итальянским диджеем Бенни Бенасси, в декабре того же года на песню был снят и выпущен музыкальный видеоклип.